# حكومة إسرائيل الخامسة
تم تشكيل الحكومة الخامسة لإسرائيل على التي راسها موشيه شاريت خلال الدورة الثانية للكنيست في 26 يناير 1954وكانت أول حكومة لا يترأسها دافيد بن غوريون. واحتفظ شاريت بنفس الشركاء الائتلافيين كما كان الحال خلال الحكومة الرابعةأي المباي الصهيونيين العموميين الحزب التقدمي مزراحي هبوعيل همزراحي القائمة الديمقراطية لعرب إسرائيل التقدم والعمل والزراعة والتنمية.
وكانت التغييرات الوحيدة في الحكومة السابقة هي تولي شاريت منصب رئيس الوزراء مع منصب وزير الخارجية وبنحاس لافون وزيرا للدفاع وإضافة زلمان آران إلى منصب وزير بلا حقيبة وإسقاط منصبي نائبي الوزير مزراحي وهبوعيل همزراحي.
عاد بن غوريون إلى الحكومة في فبراير 1955 ليحل محل لافون بعد استقالة الأول بعد قضية لافون.
سقطت الحكومة عندما استقال شاريت في 29 يونيو 1955 عندما رفض الصهيونيون العموميون الامتناع عن التصويت على اقتراح بحجب الثقة قدمه حيروت وماكي بشأن موقف الحكومة من محاكمة مالكيل غرونوالدالذي اتهم رودولف كاستنر بالتعاون مع النازيين.

## القائمة
|    | مجلس الوزراء                                                          |                                     |       |                       |
|    | صاحب المنصب                                                           | المنصب                              | الحزب | الحزب                 |
| 1  | موشيه شاريت                                                           | رئيس الوزراء ووزارة الخارجية        |       | ماباي                 |
| 2  | بيرتس نفتالي                                                          | وزير الزراعة                        |       | ماباي                 |
| 3  | بنحاس لافون (حتى 21 فبراير 1955) دافيد بن غوريون (بعد 21 فبراير 1955) | وزير الدفاع                         |       | ماباي                 |
| 4  | دوف يوسف                                                              | وزير التنمية                        |       | ماباي                 |
| 5  | بن صهيون دينور                                                        | وزير التعليم والثقافة               |       | لم يكن عضو في الكنيست |
| 6  | ليفي اشكول                                                            | وزير المالية                        |       | ماباي                 |
| 7  | يوسف سيرلين                                                           | وزير الصحة                          |       | الصهاينة العامون      |
| 8  | إسرائيل روكا                                                          | وزير الداخلية                       |       | الصهاينة العامون      |
| 9  | بنحاس روزين                                                           | وزير العدل                          |       | الحزب التقدمي         |
| 10 | جولدا مئير                                                            | وزير العمل                          |       | ماباي                 |
| 11 | بيخور شالوم شطريت                                                     | وزير الشرطة                         |       | ماباي                 |
| 12 | يوسف بورغ                                                             | وزير الخدمات البريدية               |       | هبوعيل همزراحي        |
| 13 | حاييم موشيه شابيرا                                                    | وزير الأديان ووزير الرعاية          |       | هبوعيل همزراحي        |
| 14 | بيرتس برنشتاين                                                        | وزير التجارة والصناعة               |       | الصهاينة العامون      |
| 15 | يوسف سابير                                                            | وزير النقل                          |       | الصهاينة العامون      |
| 16 | زلمان آران                                                            | وزير بلا حقيبة                      |       | ماباي                 |
| 17 | كالمان كاهانا                                                         | نائب وزير التربية والتعليم والثقافة |       | بوالي أغودات إسرائيل  |
| 18 | زلمان سوزاييف                                                         | نائب وزير التجارة والصناعة          |       | الصهاينة العامون      |

## روابط خارجية
- الكنيست الثانية: موقع الكنيست الحكومي الخامس